# Megamelus aestus
Megamelus aestus är en insektsart som beskrevs av Metcalf 1923. Megamelus aestus ingår i släktet Megamelus och familjen sporrstritar. Inga underarter finns listade i Catalogue of Life.